# Јован Комнин Асен
Јован Комнин Асен је био владар Кнежевине Валоне од око 1345. до 1363, у почетку као српски вазал и после 1355. у великој мери као независни господар. Потиче од бугарског племста високог ранга. Јован је био брат цара Бугарске Јована Александра и царице Јелене Бугарске, супруге цара Србије Стефана Душана. Можда у потрази за бољим могућностима, он је емигрирао у Србију, где је била удата његова сестра. Тамо је добио титулу деспота од цара Стефана Душана, који га поставља да управља његовим територијама у савременој јужној Албанији.
Као деспот Валоне, Јован је успоставио трговачке везе са Венецијом и Дубровачком републиком. Он је постао држављанин Венеције 1353. године. После смрти цара Стефана Уроша IV Душана 1355. године, он се придружио цару Симеону Урошу у сукобу за српски престо. Уз помоћ Млетака, деспот Јован је задржао у суштини независни статус Кнежевине Валоне. Он је вероватно умро од куге 1363. године. Наследио га је Александар Комнин Асен, који је вероватно његов син са његовом непознатом првом супругом. Његова друга жена је била Епирска племкиња Ана Палеолог.

## Порекло и деспотство
Иако датум рођења Јована Комнина Асена није познат, његово порекло је јасно документовано у изворима. Са обе стране, он је потекао из највиших редова бугарског племства 14. века. Био је син Кераце Петрице, кћерке деспота Шишмана од Видина, и Страцимира деспота од Крана. Јованова мајка је потомак династије Асена и праунука цара Јована II Асена. Његови брат и сестра су били цар Јован Александар, који се попео на бугарски престо 1331. године,и царица Јелена, која се удала за српског владара цара Стефана Душана 1332. године. Иако се Јован помиње као Комнин у неким изворима, његови односи са том византијском породицом су прилично оскудни. Он је имао право на то презиме због порекла његове мајке из породице Асена, који су били у сродству са Комнинима, или преко свог брака са деспином Аном Палаиолог.
Неизвесно је како и зашто је Јован емигрирао у Србију, уместо да преузме високу позицију у Бугарској, у складу са његовим пореклом и породичним везама. Бугарски историчар Иван Божилов је мишљења да Јован није тражио политичко уточиште у Србији. Уместо тога, он се највероватније преселио у ту земљу са уверењем да ће му територијално проширење и политички утицај Србије у том периоду обезбедити бољу каријеру. Претпоставља се, да је дошао са својом сестром Јеленом када се она преселила у Србију и удала за краља Стефана Душана 1332. године.
Јован се први пут помиње као деспот Валоне 1350. године. Његова документована присутност у албанским земљама датира из 1349. године. Међутим, њему је највероватније подарена титула већ 1345. или 1346. године, када се краљ Стефан Душан прогласио за цара.. Амерички научник Џон Фини верује да се то десило одмах после крунисања Стефана Душана 1346. године. Уз Стефан Душановог полубрата Симеона Уроша и Јована Оливер, Јован је био један од тројице људи који су носили ту титулу током владавине Стефана Душана.
Јован је успостављен као владар у Валони крајем 1345. године, у освит српског освајања јужне Албаније од Византије, које је окончано до августа 1345. године. Поред Јадранске луке Валоне (модерна Валона), Јованов посед обухвата оближњу касарну и унутрашњи дворац Берата на североистоку. Осим тога, обим његовог домена је неизвестан. Процене величне области под Јовановом контролом се крећу од већег дела централне Албаније до само поменута три града, са остатком територије под управом локалног албанског племства, које има вазални однос са Јованом или директно са царем Стефаном Душаном.. На југу се Јованова област граничи се земљама цара Симеона Уроша, владара Епира.

## Односи са Венецијом и независност
Деспот Јован је опљачкао 1349. године, венецијански трговачки брод који је био насукан након бродолома на обалу под његовом контролом, у складу са средњовековном принципом јus naufragii. Овај чин је захтевао учешће цара Стефана Душана, ради решавања спора између Венеције и деспота Јована, о чему сведочи званични документ од 13. априла 1350. године. Упркос овог сукоба, под деспотом Јованом је кнежевина Валона била активни партнер Венеције и Дубровачке републике у поморској трговини. Два рачуна од 27. априла 1350. године, документују улогу деспота Јована као посредника у трговини стоком, шећером и бибером и показају да је он имао значајан приход од Валонске царине. Царина је била профитабилна, јер су трговачки бродови често посећивали луку. Мада су сви ти докуменати писани на словенским језицима, деспот Јован је потписао његово име на грчком, што сведочи о његовој хеленизацији. У то време, деспот Јован је имао везе и са Мамлучким владарима Египта, који су га ословљавали са „Краљ Србије и Бугарске“ у преписци.
Деспот Јован и његова породица су добили млетачко држављанство 1353. године, што наговештава да је његов домен био под заштитом Венеције. Прерана смрт цара Стефана Душана 1355. године, је узроковала грађански рат у српском царству. У том сукобу, деспот Јован је стао на страну зета његове супруге, цара Симеона Уроша против легитимног наследника цара Стефана Уроша, који је био син цара Стефана Душана и синовац цара Симеон Уроша. Док је Симеонов покушај узимања престола био злосретан, и цар Стефан Урош чак је запосео Берат 1356. године, деспот Јован је успео да очува своје преостале поседе и да се осамостали и од цара Симеона и цара Стефана Уроша. Претња од деспота  Нићифор II Орсинија, који је стицао надмоћ у Тесалији и Епиру, приморала је деспота Јована да затражи достављање једног млетачког ратног брода и администратора из Венеције да преузму контролу над његовим доменом.
Бугарски историчар Христо Матанов претпоставља да је после 1355. године, деспот Јован је можда ковао свој новац намењен размени са партнерима изван унутрашњег Балкана. Он ову теорију заснива на новом читању неколико латинских натписа на новчићима Monita despoti Ioanni уместо Monita despoti Oliveri, као што се раније мислило. Ново читање, које би идентификовало новчиће као исковане од стране деспота Јована је предложио југословенски нумизматичар Недељковић, који одбацује почетно приписивање ових кованица деспоту Јовану Оливеру.
Трговачки документ од 30. јануара 1359. године, сведочи о наставку Јованових трговачких односа са Венецијом. То је хронолошки последња референца на његове активности у савременим изворима. Иако датум његове смрти није забележен, вероватно је да је деспот Јован страдао током епидемије куге која је погодила Валону и Драч 1363. године.

## Породица
Јованов први брак вероватно датира након његовог доласка у Србију, иако је идентитет његове прве жене, ако је уопште било, непознат. Да је следећи владар Валоне, Александар Комнин Асен, био његов син, онда би се родио око 1346–1348. године, пошто је већ био пунолетан 1363–1366. Ово би довело до Јовановог потенцијалног првог брака неколико година пре процењеног Александровог рођења. Око 1350–1355, деспот Јован се оженио деспином Аном Палеолог, унуком византијског цара Михаила VIII Палеолога и удовицом деспота Јована II Орсинија, епирског деспота. Овај брак са епирском племкињом учврстио је и легитимисао Јованов положај у региону. Поред Александра, претпоставља се да је имао још једно извесна Комнина, била је жена Балше II која је наследила Александра на месту владара Валоне почетком 1372. године.

## Породично стабло
| \| \| \| \| \| 2. Sratsimir di Kran \| \| \| \| \| \| \| \| \| \| \| \| \| \| \| \| \| \| \| \| \| \| \| \| \| \| \| \| \| \| \| \| \| 1. Јован Комнин Асен \| \| \| \| \| \| \| \| \| \| \| \| \| \| \| \| \| \| \| \| \| \| \| \| \| \| \| \| \| \| \| \| \| \| \| \| 3. Keratsa Petritsa \| \| \| \| \| \| \| \| \| \| \| \| \| \| \| \| \| \| \| \| \| \| \| \| \| |                      |  |  |                      |  |  |  |
| |                      |  |  | 2. Sratsimir di Kran |  |  |  |
| |                      |  |  |                      |  |  |  |
| |                      |  |  |                      |  |  |  |
| |                      |  |  |                      |  |  |  |
| | 1. Јован Комнин Асен |  |  |                      |  |  |  |
| |                      |  |  |                      |  |  |  |
| |                      |  |  |                      |  |  |  |
| |                      |  |  |                      |  |  |  |
| | 3. Keratsa Petritsa  |  |  |                      |  |  |  |
| |                      |  |  |                      |  |  |  |
| |                      |  |  |                      |  |  |  |